# Teoría de la obstrucción
La teoría de la obstrucción es una herramienta en topología algebraica y teoría de la homotopía que permite estudiar el problema de extender aplicación de un subespacio al espacio total. Esto en particular aplica al estudio del espacio de clases de homotopía de aplicación entre dos espacios. Análogamente permite estudiar cuando un par de aplicaciones son homótopas. Las clases características que aparecen en la teoría de fibrados se pueden entender como clases de obstrucción dotándolas de un significado geométrico.

## Desarrollo
Sean el par (X,A) y un espacio topológico Y CW-complejos. Supongamos que la homotopía de Y es simple, por ejemplo que el grupo fundamental actúe trivialmente en los grupos de homotopía superior. Nótese que este es el caso si Y es simplemente conexo. Sea f una aplicación continua definida en el k-esqueleto {\displaystyle X^{k}} de X hacia Y. El objetivo es extender a todo X relativo a A, es decir la aplicación continua que obtengamos tiene que estar definida en todo X y coincidir con f en A.
El primer paso es extender la aplicación al k+1-esqueleto relativa a A. Las k+1-celdas se adjuntan al k-esqueleto de X mediante aplicaciones de sus esferas fronteras. Es decir, para cada k-celda que se añade tenemos una aplicación
Podemos componer esta aplicación con f obteniendo para cada celda que se adjunta una aplicación
Teniendo en cuenta que la adjunción depende de la clase de homotopía de la aplicación esto da elementos en el conjunto de clases de homotopía de aplicaciones 
Como el grupo fundamental actúa trivialmente en la homotopía superior de Y, para cada celda tenemos un único elemento del grupo de homotopía {\displaystyle \pi _{k}(Y)} ya que este está en biyección con las clases de homotopía de aplicaciones de la k-esfera a Y. Es un buen ejercicio probar esta biyección si Y es un espacio simplemente conexo y arco-conexo.
Tenemos pues una aplicación del conjunto de k+1-celdas al grupo {\displaystyle \pi _{k}(Y)}. Es sencillo comprobar que las orientaciones son compatibles, es decir que invertir la orientación de la celda cambia el signo del elemento del grupo de homotopía, y obtenemos homomorfismos de grupos
En otras palabras, tal morfismo es un elemento
Este (co)cadena se llama cocadena de obstrucción, nótese que depende sólo de la clase de homotopía de f. Esta aplicación f extiende al k+1-esqueleto si y sólo si es posible extender la aplicación al interior de las k+1-celdas, es decir, si y sólo si {\displaystyle c_{f}=0}.
El complejo de cocadenas tiene el diferencial inducido por el diferencial en el complejo de celdas. Un cálculo prueba que este elemento es de hecho un cociclo con respecto a este diferencial.
Otra propiedad relevante del cociclo de obstrucción es el hecho que el cociclo de obstrucción para otra aplicación g definida en el k-esqueleto que coincida con f en el (k-1)"-esqueleto difiere del cociclo de obstrucción de f en una cofrontera.
En resumen, la discusión anterior conduce al siguiente
Teorema: Sea f a Y una aplicación definida en el k-esqueleto de X, si Y es simplemente conexo entonces existe una clase c(f) en el grupo (k+1)-ésimo de cohomología del par (X,A) con coeficientes en el k-ésimo grupo de homotopía de Y, i.e. {\displaystyle H^{k+1}(X,A;\pi _{k}(Y))},  tal que la aplicación f puede extenderse al k+1-esqueleto si y sólo si la clase c(f) es cero.
Podríamos trabajar más explícitamente con {\displaystyle X_{A}^{(k)}\cup A} siendo el primer factor el conjunto de las celdas de dimensión menor igual a k del complementario de A en X. Hay que procurar mantener la función sobre A invariante, en este sentido la extensión es relativa a A. Con esta notación, un enunciado más preciso sería
Teorema: En las hipótesis anteriores, el cociclo de obstrucción de f es cero si y sólo si f restringida a {\displaystyle X_{A}^{(k-1)}\cup A} extiende a {\displaystyle X_{A}^{(k+1)}\cup A}.
Estudiando los posibles representantes de las clases de cohomología de los cociclos de obstrucción, es sencillo concluir el siguiente
Lema: Sean f y g dos aplicaciones homótopas definidas sobre el k-esqueleto, la obstrucción para extender la homotopía al k+1-esqueleto es un elemento del grupo {\displaystyle H^{k+1}(X,A;\pi _{k}(Y))}.

## Ejemplos
La teoría de obstrucción anterior se puede adaptar para el estudio de clases de homotopía de secciones de un fibrado: las clases de obstrucción son elementos de los grupos de cohomología de la base con coeficientes en los grupos de homotopía de la fibra. En general las clases características asociadas a un fibrado real o complejo se pueden realizar como clases de obstrucción de secciones de ciertas fibraciones. Veamos un par de instancias:
(1) Sea E un fibrado real de rango n sobre una k-variedad base B. Caracterizemos la clase de Euler, una de las clases características no estables del fibrado. Todo fibrado vectorial admite una sección: el problema geométrico es hallar una sección no nula del fibrado E. Normalizando si es necesario, esto es equivalente a hallar una sección del fibrado de esferas S(E): esto es el subfibrado de E formado por las (n-1)-esferas unidad de cada fibra. Nótese que no es un fibrado vectorial y luego no es inmediato que admita una sección global.
Mediante teoría de la obstrucción vemos que las posibles clases de obstrucción viven en los grupos {\displaystyle H^{k}(B,\pi _{k-1}(S^{k-1}))}. Teniendo en cuenta que el primer grupo de homotopía no trivial de una (n-1)-esfera es {\displaystyle \pi _{n-1}(S^{n-1})\cong \mathbb {Z} }, la primera obstrucción se halla en {\displaystyle H^{n}(B,\mathbb {Z} )}. Esta clase de obstrucción es la clase de Euler del fibrado E.
(2) El estudio de secciones de un G-fibrado principal permite estudiar las reducciones del grupo de estructura G. Esto provee un método para calcular explícitamente la existencia de ciertas estructuras geométricas en una variedad diferencial: estructura Riemanniana, casi compleja, casi contacto y más.
Concretemos para estructuras casi complejas en esferas, esto es un endomorfismo J del fibrado tangente tal que {\displaystyle J^{2}=-1}. El determinante de la igualdad anterior implica que una condición necesaria es que la dimensión de la variedad sea par. Dar una estructura casi compleja en una variedad diferenciable es equivalente a estudiar si su fibrado de frames admite una reducción del grupo ortogonal SO(2n) al grupo unitario U(n). Esta reducción es equivalente a hallar una sección del fibrado principal con fibra SO(2n)/U(n). La teoría de la obstrucción da lugar al siguiente
Teorema: La 6-esfera admite una estructura casi-compleja.
Aunque es posible describirla explíticamente, veamos que las clases de obstrucción de un SO(6)/U(3)-fibrado sobre la 6-esfera son nulas. En efecto, primero se comprueba que hay un difeomorfismo {\displaystyle SO(6)/U(3)\cong \mathbb {C} \mathbb {P} ^{3}}. Las obstrucciones viven entonces en
Estos grupos son cero si k>5 por ser la base 6-dimensional. Estudiamos pues k<6. La fibración de Hopf y la sucesión larga de homotopía para una fibración establecen que el único grupo de homotopía no nulo restante del 3-espacio complejo proyectivo es {\displaystyle \pi _{2}(\mathbb {C} \mathbb {P} ^{3})\cong \mathbb {Z} }.
Como el tercer grupo de cohomología de la 6-esfera es nulo, la conclusión es que la existencia de una sección del SO(6)/U(3) fibrado no está obstruida y luego el grupo de estructura del fibrado de frames de la 6-esfera reduce a U(3). En consecuencia, la 6-esfera es una variedad casi-compleja.
Es un corolario sencillo usando el carácter de Chern de la K-teoría probar que {\displaystyle S^{2n},n\geq 4} no admiten ninguna estructura casi compleja. Es un ejercicio con el teorema de Riemann-Roch demostrar que la 4-esfera tampoco. Consecuentemente las únicas esferas que admiten una estructura casi compleja son {\displaystyle S^{2},S^{6}}. La primera es claramente una variedad compleja por ser difeomorfa a la recta proyectiva compleja. Es una conjectura abierta si {\displaystyle S^{6}} admite una estructura compleja.
(3) Dado G un grupo finitamente presentado y un entero n fijado, podemos construir un espacio con todos los grupos de homotopía nulos excepto el n-ésimo y tal que éste sea precisamente (isomorfo a) G. Este espacio recibe el nombre de espacio de Eilenberg-MacLane y se denota K(G,n). Es un buen ejercicio construir el espacio, por ejemplo, a partir de un producto wedge de n-esferas, tantas como generadores tiene la presentación del grupo.
La teoría de la obstrucción en este caso es útil para probar la unicidad salvo equivalencia homotópica. Si tenemos otro espacio, un CW-complejo, con esta misma propiedad tenemos una aplicación del producto wedge de n-esferas a este espacio induciendo un isomorfismo en el grupo n-ésimo de homotopía. Toda obstrucción a una extensión de esta aplicación sobre el esqueleto de K(G,n) está obstruida por los grupos de homotopía de Y superiores a n. Luego, la aplicación induce isomorfismos en todos los grupos de homotopía y es una equivalencia homotópica.